# Вулиця Юрія Руфа (Львів)
Вулиця Юрія Руфа — вулиця у Личаківському районі міста Львова, в місцевостях Погулянка та Цетнерівка. Сполучає вулиці Чернігівську та Марка Черемшини, утворюючи перехрестя з вулицею Мечникова.
Прилучаються вулиці: Устима Кармелюка, Григорія Сковороди, Богдана Котика, Галілео Галілея, Михайла Сороки, Кутова.

## Назва
- до 1871 року — Шпитальна бічна, починалася від колишнього шпиталю братів Милосердя (боніфратрів).
- 1871 — січень 1941 — Піярів, через розташування на ній будівлі конвікту Піярів.
- січень—серпень 1941 — Павлова, на честь російського фізіолога Івана Павлова.
- серпень 1941 — 1943 — повернено передвоєнну назву вулиці Піярів.
- 1943 — липень 1944 — Вірховштрассе, на честь німецького науковця, основоположника сучасної патологічної анатомії та клітинної теорії Рудольфа Вірхова.
- липень — грудень 1944 — вдруге повернено передвоєнну назву вулиці Піярів.
- грудень 1944 — червень 2022 — вулиця Некрасова, на честь російського поета Миколи Некрасова[8][9].

Вулиця Некрасова входила до переліку з 53-х вулиць Львівської МТГ, які під час процесу дерусифікації було заплановано перейменувати. В онлайн-голосуванні, яке тривало з 8 по 21 червня 2022 року на сайті Львівської міської ради, найбільше респондентів проголосувало за пропозицію перейменування вулиці на пошану Юрія Руфа (Дадака) — українського поета, громадського діяча, добровольця. 30 червня 2022 року депутати Львівської міської ради підтримали пропозицію щодо перейменування вулиці Некрасова на вулицю Юрія Руфа.

## Забудова
В архітектурному ансамблі вулиці Юрія Руфа присутні класицизм, бароко, конструктивізм, віденська сецесія. На початку вулиці Юрія Руфа розташована лише одна пам'ятка архітектури місцевого значення — будівля колишньої Колегії піярів. Нині тут розташований головний корпус Львівської обласної клінічної лікарні, що приписаний до вул. Чернігівської.

### З непарного боку вулиці
№ 15 — триповерхова кам'яниця початку XX століття. На першому поверсі будинку містяться аптечна крамниця «Подорожник» та медична лабораторія «Сінево».
№ 31 — двоповерховий будинок. Нині тут міститься початкова школа «Дзвіночок» Львівської міської ради (до 2018 року — Львівський навчально-виховний комплекс садок-школа «Дзвіночок» Львівської міської ради Львівської області).
№ 35 — двоповерховий будинок. Нині тут міститься офтальмологічне відділення Львівської обласної клінічної лікарні та кафедра офтальмології ФПДО Львівського національного медичного університету імені Данила Галицького.
№ 35в — п'ятиповерховий житловий будинок із мансардою та вбудованими приміщеннями комерційного призначення. Нині одне з приміщень займає відділення лабораторно-діагностичного центру «Медіс».
№ 45 — двоповерхова будівля Львівського обласного центру культури та дозвілля УТОГ, збудована у 1950-х роках. На замовлення Львівської обласної організації Українського товариства глухих за будівлею центру протягом 2018—2020 років будівельною компанією «Глобус» збудований комплекс багатоквартирних житлових будинків з вбудованими приміщеннями громадського призначення та підземним паркінгом. Зданий в експлуатацію у травні 2020 року.
№ 53, 55, 57 — типові п'ятиповерхові житлові будинки радянської забудови кінця 1960-х років.
№ 59 — чотириповерхова будівля, споруджена у 1950-х роках, де нині містяться Львівська загальноосвітня середня школа I-III ступенів «Лідер» з різними формами навчання (до 2010 року — львівська загальноосвітня середня школа I-III ступенів № 16) та приватна початкова школа «Альфа». 

### З парного боку вулиці

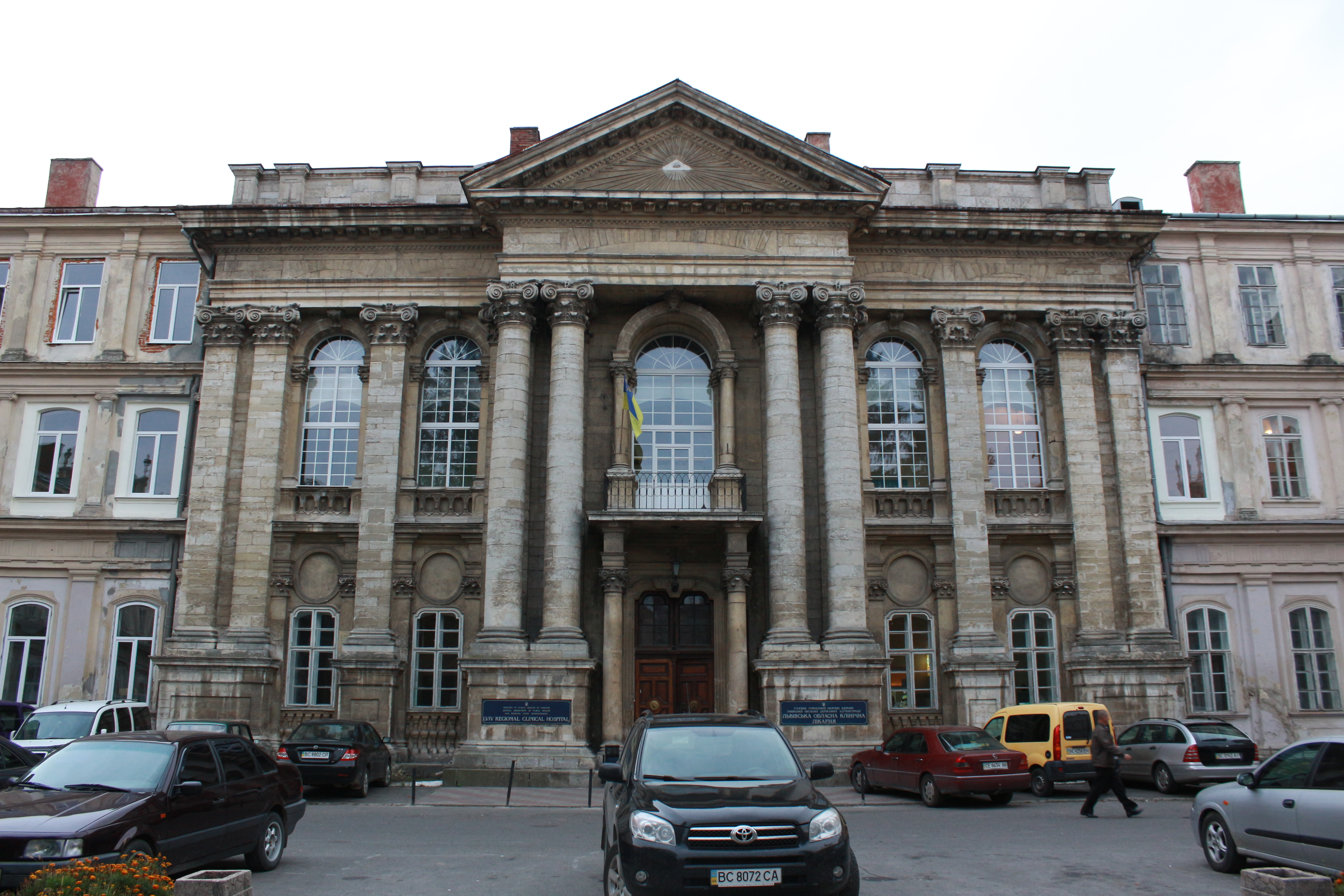
Хірургічний корпус Львівської обласної клінічної лікарні, будівля колишньої Колегії піарів

№ 2 — будівля колишньої Колегії піарів, нині тут розташований хірургічний корпус Львівської обласної клінічної лікарні. Будівля внесена до реєстру пам'яток архітектури місцевого значення під охоронним № 373-м.
№ 4 — на початку XX століття тут розташовувався комплекс одноповерхових будинків, який використовували як військові касарні. За два роки до початку першої світової війни тут перебував один із батальйонів Галицького полку піхоти (XV-й полк піхоти ландверу) фельдмаршал-лейтенанта барона Фридриха Роберта фон Георгі. У міжвоєнний період поблизу будинку була станція санітарної авіації, нині — радіоізотопна лабораторія та терапевтичний корпус Львівської обласної клінічної лікарні.
№ 6 — консультативна поліклініка, неврологічне відділення Львівської обласної клінічної лікарні; тут також містяться аптечні крамниці мереж «Медфарм» і «Пульс».
№ 30 — у будинку після анексії ЗУНР містилася Перша малопольська спілка постачальників взуття для польського війська. Нині цієї адреси не існує.
№ 36 — у повоєнні роки тут розташовувався авторемонтний завод. Від 1990-х й до 2008 року — станція техобслуговування автомобілів «Львів-Авто». З 1998 року поряд з СТО розташовується магазин опалювальної техніки українських виробників «Унітех», у 2011—2012 роках на місці СТО будівельна компанія «Данбуд» звела двосекційний житловий комплекс. Кожна секція має п'ять поверхів.
№ 46а — двоповерховий житловий будинок.